# Centrocorynus rufulus
Centrocorynus rufulus es una especie de coleóptero de la familia Attelabidae.

## Distribución geográfica
Habita en Birmania y la India.